# Cắt cổ đỏ
Cắt cổ đỏ (danh pháp hai phần: Falco chicquera) là một loài chim lá thuộc chi Cắt trong họ Cắt (Falconidae).
Loài này là một loài sinh sống rộng rãi ở Ấn Độ và khu vực lân cận cũng như châu Phi cận Sahara. Nó đôi khi được gọi là Turumti tại địa phương.
Cắt cổ đỏ có kích thước vừa, có cánh dài với một mào đỏ tươi sáng và sau gáy. Chúng có chiều dài trung bình 30–36 cm và sải cánh dài 85 cm. Con trống và con mái có bề ngoài tương tự, ngoại trừ kích thước: con trống nhỏ hơn con mái như các loài cắt khác. 

## Hình ảnh

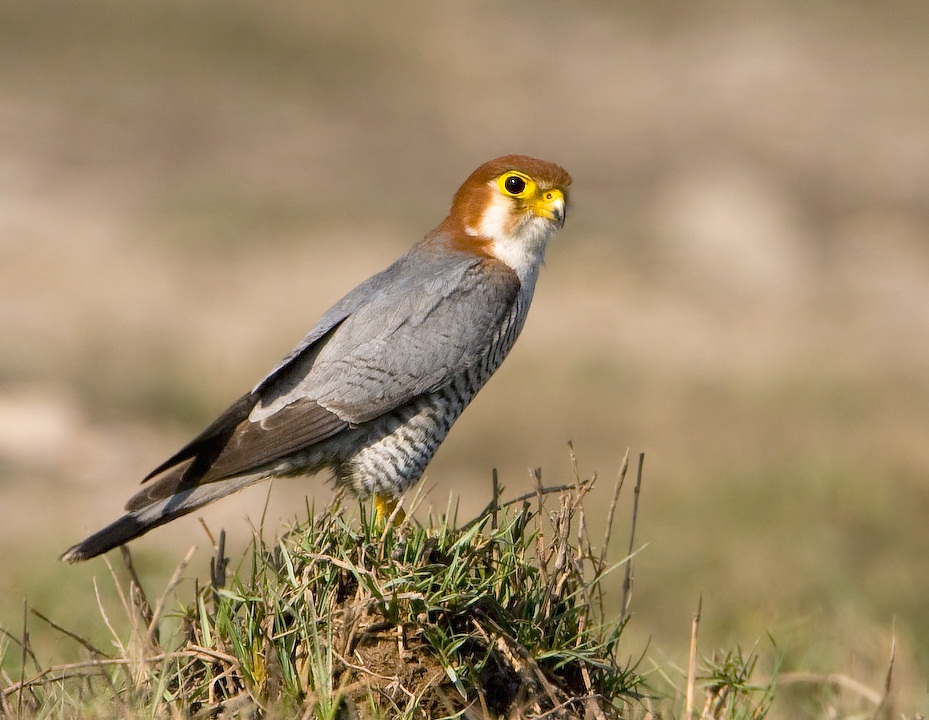
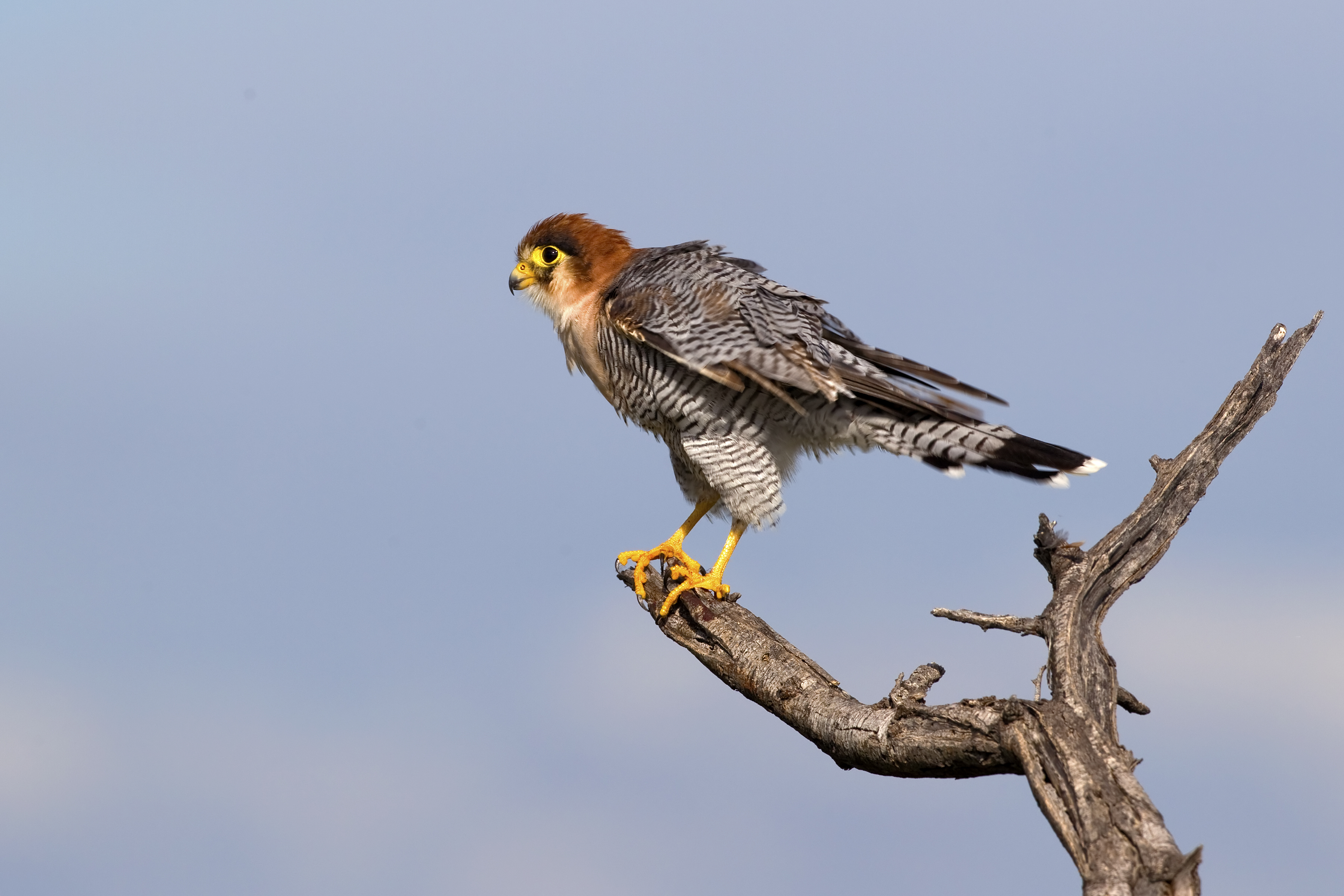